# Argentinos Juniors
Asociación Atlética Argentinos Juniors (normalt bare kendt som Argentinos Juniors) er en argentinsk fodboldklub fra hovedstaden Buenos Aires. Klubben spiller i landets bedste liga, Primera División de Argentina, og har hjemmebane på stadionet Estadio Diego Armando Maradona, opkaldt efter klubbens måske mest berømte spiller nogensinde, verdensstjernen Diego Maradona, der var tilknyttet klubben fra 1976 til 1981. 
Argentinos Juniors blev grundlagt den 15. august 1904, og har siden da tre gange vundet det argentinske mesterskab, én gang Copa Libertadores, og én gang Copa Interamericana.

## Titler
- Argentinsk mesterskab (3): 1984 (Metropolitano), 1985 (Nacional), 2010 (Clausura)

- Copa Libertadores (1): 1985

- Copa Interamericana (1) 1986

## Kendte spillere
- Ubaldo Fillol
- José Pekerman
- Jorge Olguín
- Diego Maradona
- Pedro Pasculli
- Sergio Batista
- Claudio Borghi
- Fernando Redondo
- Alexis Mac Allister

## Danske spillere
- Ingen